# Melipotis prolata
Melipotis prolata là một loài bướm đêm trong họ Erebidae.